# アミル・ラフマニ
アミル・カドリ・ラフマニ（Amir Kadri Rrahmani 、1994年2月24日 - ）は、コソボ・プリシュティナ出身のプロサッカー選手。SSCナポリ所属。同国代表。ポジションはDF。

## クラブ経歴
地元クラブでのプレーを経て、スケンデライに本拠地を置くKFドレニツァでプロデビュー。2013年6月、アルバニアのFKパルティザニ・ティラナに移籍。
2015年6月5日、クロアチアのRNKスプリトに移籍。
2016年8月30日、NKディナモ・ザグレブに移籍。2016-17シーズンはNKロコモティヴァ・ザグレブに期限付き移籍した。
2019年6月26日、イタリア・セリエAのエラス・ヴェローナFCに4年契約で移籍。2020年1月20日、同じセリエAのSSCナポリに移籍。

## 代表歴

### アルバニア代表
U-21代表でのプレーを経て、2014年6月のサンマリノ戦でフル代表デビュー。2015年11月13日のコソボ代表戦で代表初ゴールを決めた。

### コソボ代表
2014年5月、エキシビションマッチのトルコ・セネガル戦を前にコソボ代表に初めて召集された。5月25日、セネガル戦にスタメン出場しコソボ代表デビューを果たした。
UEFAネーションズリーグ2018-19ではリーグD・グループ3の全試合に出場し、無敗でのリーグD制覇とリーグC昇格に大きく貢献した。UEFA EURO 2020予選ではホームのモンテネグロ戦で1ゴールを決め、2-0の勝利に貢献した。

### 代表戦での得点
| No.        | 開催日         | 開催地         | 対戦国           | 得点       | 結果       | 試合概要                      |            |            |
| アルバニア | アルバニア     | アルバニア     | アルバニア       | アルバニア | アルバニア | アルバニア                    | アルバニア | アルバニア |
| ---------- | -------------- | -------------- | ---------------- | ---------- | ---------- | ----------------------------- | ---------- | ---------- |
| 1          | 2015年11月13日 | プリシュティナ | コソボ           | 2–2        | 2–2        | 親善試合                      |            |            |
| コソボ     |                |                |                  |            |            |                               |            |            |
| 1          | 2017年6月11日  | シュコドラ     | トルコ           | 1–1        | 1–4        | 2018 FIFAワールドカップ予選   |            |            |
| 2          | 2017年11月13日 | ミトロヴィツァ | ラトビア         | 1–1        | 4–3        | 親善試合                      |            |            |
| 3          | 2018年11月20日 | プリシュティナ | アゼルバイジャン | 3–0        | 4–0        | UEFAネーションズリーグ2018-19 |            |            |
| 4          | 2019年3月21日  | プリシュティナ | デンマーク       | 1–0        | 2–2        | 親善試合                      |            |            |
| 5          | 2019年10月14日 | プリシュティナ | モンテネグロ     | 1–0        | 2–0        | UEFA EURO 2020予選            |            |            |

## タイトル
ナポリ
- セリエA：2022-23